# Hôtel du Petit Louvre

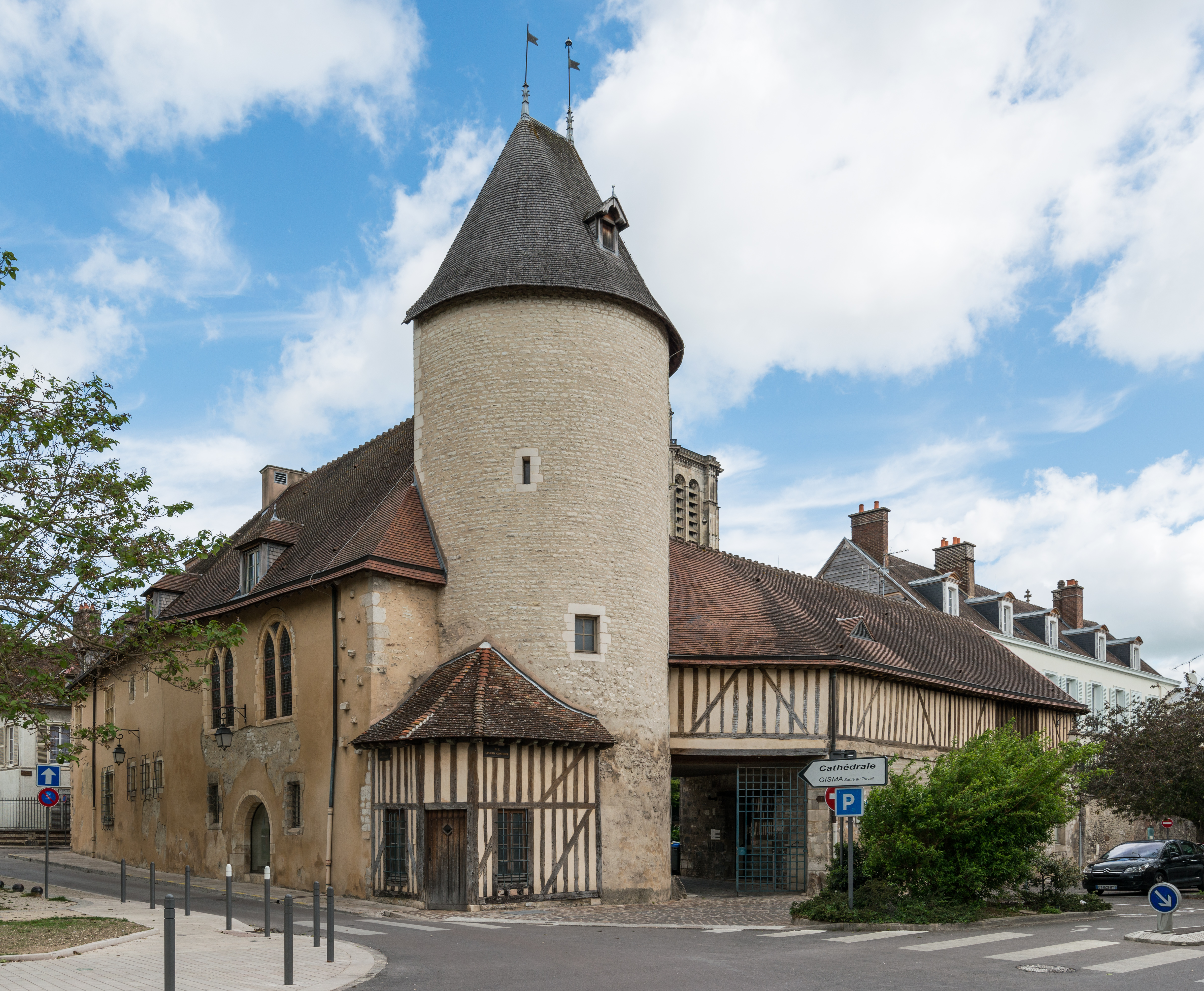
Hôtel du Petit Louvre in Troyes

Das Hôtel du Petit Louvre in Troyes, dem Verwaltungssitz des Départements Aube in der Region Grand Est, wurde um 1550 errichtet. Das Hôtel particulier an der Rue de la Montée-Saint-Pierre Nr. 2, an der Kreuzung der Straßen Rue Linard Gonthier, Rue Boucherat und Rue de la Montée Saint-Pierre, ist seit 1986 als Monument historique klassifiziert.
Das teilweise als Fachwerkhaus im Stil der Renaissance errichtete Gebäude wurde nach dem Louvre, dem Königspalast in Paris, bezeichnet. Das Gebäude integriert einen Turm der Stadtbefestigung aus dem 13. Jahrhundert.